# ATP Tour 1995
L'edizione 1995 dell'ATP Tour è iniziata il 2 gennaio con l'Australian Men's Hardcourt Championships 1995 e il Qatar ExxonMobil Open e si è conclusa il 13 novembre con gli ATP Tour World Championships.
L'ATP Tour è una serie di tornei maschili di tennis organizzati dall'ATP. Questa include i tornei del Grande Slam, la Coppa Davis e la Grand Slam Cup (organizzati in collaborazione con l'International Tennis Federation), i tornei dell'ATP Super 9, dell'ATP Championship Series, della World Team Cup, dell'ATP Tour World Championships e dell'ATP World Series.

## Calendario
Legenda
| Grande Slam             |
| ATP Super 9             |
| ATP Championship Series |
| ATP World Series        |
| Torneo a squadre        |
| Torneo di fine anno     |

### Gennaio
| Settimana  | Torneo | Vincitore                                    | Finalista                         | Semifinalisti                   | Eliminati ai quarti                                                 |
| ---------- | --- | -------------------------------------------- | --------------------------------- | ------------------------------- | ------------------------------------------------------------------- |
| 2 gennaio  | Australian Men's Hardcourt Championships 1995 Adelaide, Australia 303 000 $ Cemento Singolare - Doppio      | Jim Courier 6-2 7-5                          | Arnaud Boetsch                    | Mark Woodforde Richard Krajicek | Evgenij Kafel'nikov Thomas Enqvist Patrick Rafter Hendrik Dreekmann |
| 2 gennaio  | Australian Men's Hardcourt Championships 1995 Adelaide, Australia 303 000 $ Cemento Singolare - Doppio      | Jim Courier Patrick Rafter 7-6 6-4           | Byron Black Grant Connell         | Mark Woodforde Richard Krajicek | Evgenij Kafel'nikov Thomas Enqvist Patrick Rafter Hendrik Dreekmann |
| 2 gennaio  | Qatar ExxonMobil Open 1995 Doha, Qatar 600 000 $ Cemento Singolare - Doppio                                 | Stefan Edberg 7–6(4) 6-1                     | Magnus Larsson                    | Henri Leconte Michael Stich     | Karim Alami Javier Sánchez Markus Zoecke Jan Siemerink              |
| 2 gennaio  | Qatar ExxonMobil Open 1995 Doha, Qatar 600 000 $ Cemento Singolare - Doppio                                 | Stefan Edberg Magnus Larsson 7-6 6-2         | Andrej Ol'chovskij Jan Siemerink  | Henri Leconte Michael Stich     | Karim Alami Javier Sánchez Markus Zoecke Jan Siemerink              |
| 9 gennaio  | Jakarta Open 1995 Giacarta, Indonesia 303 000 $ Cemento Singolare - Doppio                                  | Paul Haarhuis 7-5 7-5                        | Radomír Vašek                     | Ronald Agénor Kenneth Carlsen   | Guillaume Raoux Mark Petchey Gilbert Schaller Greg Rusedski         |
| 9 gennaio  | Jakarta Open 1995 Giacarta, Indonesia 303 000 $ Cemento Singolare - Doppio                                  | David Adams Andrej Ol'chovskij 6-2 6-4       | Ronald Agénor Shūzō Matsuoka      | Ronald Agénor Kenneth Carlsen   | Guillaume Raoux Mark Petchey Gilbert Schaller Greg Rusedski         |
| 9 gennaio  | Sydney International 1995 Sydney, Australia 303 000 $ Cemento Singolare - Doppio                            | Patrick McEnroe 6-2 7–6(4)                   | Richard Fromberg                  | Renzo Furlan Andrea Gaudenzi    | Mark Woodforde Jamie Morgan Richard Krajicek Michael Tebbutt        |
| 9 gennaio  | Sydney International 1995 Sydney, Australia 303 000 $ Cemento Singolare - Doppio                            | Todd Woodbridge Mark Woodforde 7-6 6-4       | Trevor Kronemann David Macpherson | Renzo Furlan Andrea Gaudenzi    | Mark Woodforde Jamie Morgan Richard Krajicek Michael Tebbutt        |
| 9 gennaio  | Heineken Open 1995 Auckland, Nuova Zelanda 303 000 $ Cemento Singolare - Doppio                             | Thomas Enqvist 6-2 6-1                       | Chuck Adams                       | Vince Spadea Aleksandr Volkov   | Jan Siemerink Jakob Hlasek Brett Steven Cédric Pioline              |
| 9 gennaio  | Heineken Open 1995 Auckland, Nuova Zelanda 303 000 $ Cemento Singolare - Doppio                             | Grant Connell Patrick Galbraith 6-4 6-3      | Luis Lobo Javier Sánchez          | Vince Spadea Aleksandr Volkov   | Jan Siemerink Jakob Hlasek Brett Steven Cédric Pioline              |
| 16 gennaio | Australian Open 1995 Melbourne, Australia Grande Slam 2 649 210 $ Cemento Singolare - Doppio - Doppio misto | Andre Agassi 4-6 6-1 7–6(6) 6-4              | Pete Sampras                      | Michael Chang Aaron Krickstein  | Jim Courier Andrij Medvedjev Jacco Eltingh Evgenij Kafel'nikov      |
| 16 gennaio | Australian Open 1995 Melbourne, Australia Grande Slam 2 649 210 $ Cemento Singolare - Doppio - Doppio misto | Jared Palmer Richey Reneberg 6-3 3-6 6-3 6-2 | Mark Knowles Daniel Nestor        | Michael Chang Aaron Krickstein  | Jim Courier Andrij Medvedjev Jacco Eltingh Evgenij Kafel'nikov      |

### Febbraio
| Settimana   | Torneo                                                                                                   | Vincitore                                     | Finalista                               | Semifinalisti                      | Eliminati ai quarti                                               |
| ----------- | --- | --------------------------------------------- | --------------------------------------- | ---------------------------------- | ----------------------------------------------------------------- |
| 6 febbraio  | Dubai Tennis Championships 1995 Dubai, Emirati Arabi Uniti 1 014 250 $ Cemento Singolare - Doppio        | Wayne Ferreira 6-3 6-3                        | Andrea Gaudenzi                         | Javier Sánchez Petr Korda          | Todd Woodbridge Pat Cash Carsten Arriens Henrik Holm              |
| 6 febbraio  | Dubai Tennis Championships 1995 Dubai, Emirati Arabi Uniti 1 014 250 $ Cemento Singolare - Doppio        | Grant Connell Patrick Galbraith 6-2 4-6 6-3   | Tomás Carbonell Francisco Roig          | Javier Sánchez Petr Korda          | Todd Woodbridge Pat Cash Carsten Arriens Henrik Holm              |
| 6 febbraio  | Open 13 1995 Marsiglia, Francia 514 250 $ Cemento indoor Singolare - Doppio                              | Boris Becker 6(2)–7 6-4 7-5                   | Daniel Vacek                            | Olivier Delaître Lionel Roux       | Jörn Renzenbrink David Rikl Karol Kučera Evgenij Kafel'nikov      |
| 6 febbraio  | Open 13 1995 Marsiglia, Francia 514 250 $ Cemento indoor Singolare - Doppio                              | David Adams Andrej Ol'chovskij 6-1 6-4        | Jean-Philippe Fleurian Rodolphe Gilbert | Olivier Delaître Lionel Roux       | Jörn Renzenbrink David Rikl Karol Kučera Evgenij Kafel'nikov      |
| 6 febbraio  | Sybase Open 1995 San Jose, California, USA 303 000 $ Cemento Singolare - Doppio                          | Andre Agassi 6-2 1-6 6-3                      | Michael Chang                           | MaliVai Washington Jim Courier     | Brian MacPhie Bryan Shelton Jim Grabb Greg Rusedski               |
| 6 febbraio  | Sybase Open 1995 San Jose, California, USA 303 000 $ Cemento Singolare - Doppio                          | Jim Grabb Patrick McEnroe 3-6 7-5 6-0         | Alex O'Brien Sandon Stolle              | MaliVai Washington Jim Courier     | Brian MacPhie Bryan Shelton Jim Grabb Greg Rusedski               |
| 13 febbraio | Kroger St. Jude International 1995 Memphis, Tennessee, USA 683 000 $ - Cemento indoor Singolare - Doppio | Todd Martin 7–6(2) 6-4                        | Paul Haarhuis                           | Pete Sampras Jonathan Stark        | Thomas Enqvist Greg Rusedski Arnaud Boetsch Michael Chang         |
| 13 febbraio | Kroger St. Jude International 1995 Memphis, Tennessee, USA 683 000 $ - Cemento indoor Singolare - Doppio | Jared Palmer Richey Reneberg 7-5 6-3          | Tommy Ho Brett Steven                   | Pete Sampras Jonathan Stark        | Thomas Enqvist Greg Rusedski Arnaud Boetsch Michael Chang         |
| 13 febbraio | Milan Indoor 1995 Milano, Italia 689 250 $ - Sintetico indoor Singolare - Doppio                         | Evgenij Kafel'nikov 7-5 5-7 7–6(6)            | Boris Becker                            | Petr Korda Goran Ivanišević        | Guy Forget Sláva Doseděl Michael Stich Olivier Delaître           |
| 13 febbraio | Milan Indoor 1995 Milano, Italia 689 250 $ - Sintetico indoor Singolare - Doppio                         | Boris Becker Guy Forget 6-2 6-4               | Petr Korda Karel Nováček                | Petr Korda Goran Ivanišević        | Guy Forget Sláva Doseděl Michael Stich Olivier Delaître           |
| 20 febbraio | U.S. Pro Indoor 1995 Filadelfia, Pennsylvania, USA 589 250 $ - Sintetico indoor Singolare - Doppio       | Thomas Enqvist 0-6 6-4 6-0                    | Michael Chang                           | Paul Haarhuis Andre Agassi         | Brett Steven Jonathan Stark Richey Reneberg Sébastien Lareau      |
| 20 febbraio | U.S. Pro Indoor 1995 Filadelfia, Pennsylvania, USA 589 250 $ - Sintetico indoor Singolare - Doppio       | Jim Grabb Jonathan Stark 7-6 6-7 6-3          | Jacco Eltingh Paul Haarhuis             | Paul Haarhuis Andre Agassi         | Brett Steven Jonathan Stark Richey Reneberg Sébastien Lareau      |
| 20 febbraio | Stuttgart Championship Series 1995 Stoccarda, Germania 2 125 000 $ - Sintetico indoor Singolare - Doppio | Richard Krajicek 7–6(4) 6-3 6(6)–7 1-6 6-3    | Michael Stich                           | Boris Becker Martin Damm           | Evgenij Kafel'nikov Aleksandr Volkov Jan Siemerink Magnus Larsson |
| 20 febbraio | Stuttgart Championship Series 1995 Stoccarda, Germania 2 125 000 $ - Sintetico indoor Singolare - Doppio | Grant Connell Patrick Galbraith 6-2 6-2       | Cyril Suk Daniel Vacek                  | Boris Becker Martin Damm           | Evgenij Kafel'nikov Aleksandr Volkov Jan Siemerink Magnus Larsson |
| 27 febbraio | Rotterdam Open 1995 Rotterdam, Paesi Bassi 575 000 $ - Sintetico indoor Singolare - Doppio               | Richard Krajicek 7–6(5) 6-4                   | Paul Haarhuis                           | Omar Camporese Evgenij Kafel'nikov | Sjeng Schalken Andrij Medvedjev Jeff Tarango Martin Damm          |
| 27 febbraio | Rotterdam Open 1995 Rotterdam, Paesi Bassi 575 000 $ - Sintetico indoor Singolare - Doppio               | Martin Damm Anders Järryd 6-3 6-2             | Tomás Carbonell Francisco Roig          | Omar Camporese Evgenij Kafel'nikov | Sjeng Schalken Andrij Medvedjev Jeff Tarango Martin Damm          |
| 27 febbraio | Tennis Channel Open 1995 Scottsdale, AZ, USA 303 000 $ - Cemento Singolare - Doppio                      | Jim Courier 7–6(2) 6-4                        | Mark Philippoussis                      | Todd Martin Stefan Edberg          | Carsten Arriens Jonas Björkman Brett Steven Mark Woodforde        |
| 27 febbraio | Tennis Channel Open 1995 Scottsdale, AZ, USA 303 000 $ - Cemento Singolare - Doppio                      | Trevor Kronemann David Macpherson 4-6 6-3 6-4 | Luis Lobo Javier Sánchez                | Todd Martin Stefan Edberg          | Carsten Arriens Jonas Björkman Brett Steven Mark Woodforde        |
| 27 febbraio | Abierto Mexicano de Tenis 1995 Città del Messico, Messico 305 000 $ - Terra Singolare - Doppio           | Thomas Muster 7–6(4) 7-5                      | Fernando Meligeni                       | Àlex Corretja Francisco Clavet     | Mark Petchey Jordi Burillo Mauricio Hadad Óscar Martínez          |
| 27 febbraio | Abierto Mexicano de Tenis 1995 Città del Messico, Messico 305 000 $ - Terra Singolare - Doppio           | Javier Frana Leonardo Lavalle 7-5 6-3         | Marc-Kevin Goellner Diego Nargiso       | Àlex Corretja Francisco Clavet     | Mark Petchey Jordi Burillo Mauricio Hadad Óscar Martínez          |

### Marzo
| Settimana | Torneo | Vincitore                                  | Finalista                        | Semifinalisti                    | Eliminati ai quarti                                                    |
| --------- | --- | ------------------------------------------ | -------------------------------- | -------------------------------- | ---------------------------------------------------------------------- |
| 6 marzo   | Copenaghen Open 1995 Copenaghen, Danimarca 203 000 $ - Sintetico Singolare - Doppio                         | Martin Sinner 6(3)–7 7–6(8) 6-3            | Andrej Ol'chovskij               | Karol Kučera Anders Järryd       | Jeremy Bates Jan Siemerink Pat Cash Frederik Fetterlein                |
| 6 marzo   | Copenaghen Open 1995 Copenaghen, Danimarca 203 000 $ - Sintetico Singolare - Doppio                         | Mark Keil Peter Nyborg 6-7 6-4 7-6         | Guillaume Raoux Greg Rusedski    | Karol Kučera Anders Järryd       | Jeremy Bates Jan Siemerink Pat Cash Frederik Fetterlein                |
| 6 marzo   | Champions Cup and the Evert Cup 1995 Indian Wells, California, USA 1 550 000 $ - Cemento Singolare - Doppio | Pete Sampras 7-5 6-3 7-5                   | Andre Agassi                     | Stefan Edberg Boris Becker       | Todd Martin Thomas Muster Magnus Larsson Wayne Ferreira                |
| 6 marzo   | Champions Cup and the Evert Cup 1995 Indian Wells, California, USA 1 550 000 $ - Cemento Singolare - Doppio | Tommy Ho Brett Steven 7-6 6-7 6-4          | Gary Muller Piet Norval          | Stefan Edberg Boris Becker       | Todd Martin Thomas Muster Magnus Larsson Wayne Ferreira                |
| 13 marzo  | Miami Open 1995 Miami, Florida, USA 2 250 000 $ - Cemento Singolare - Doppio                                | Andre Agassi 3-6 6-2 7–6(3)                | Pete Sampras                     | Jonas Björkman Magnus Larsson    | Andrij Medvedjev Mats Wilander Jaime Yzaga Wayne Ferreira              |
| 13 marzo  | Miami Open 1995 Miami, Florida, USA 2 250 000 $ - Cemento Singolare - Doppio                                | Todd Woodbridge Mark Woodforde 6-4 3-6 7-6 | Jim Grabb Patrick McEnroe        | Jonas Björkman Magnus Larsson    | Andrij Medvedjev Mats Wilander Jaime Yzaga Wayne Ferreira              |
| 13 marzo  | St. Petersburg Open 1995 San Pietroburgo, Russia 300 000 $ - Cemento indoor Singolare - Doppio              | Evgenij Kafel'nikov 6-2 6-2                | Guillaume Raoux                  | Aleksandr Volkov Andrej Česnokov | Jakob Hlasek Sébastien Lareau Nicolas Kiefer T. J. Middleton           |
| 13 marzo  | St. Petersburg Open 1995 San Pietroburgo, Russia 300 000 $ - Cemento indoor Singolare - Doppio              | Martin Damm Anders Järryd 6-4 6-2          | Jakob Hlasek Evgenij Kafel'nikov | Aleksandr Volkov Andrej Česnokov | Jakob Hlasek Sébastien Lareau Nicolas Kiefer T. J. Middleton           |
| 20 marzo  | Grand Prix Hassan II 1995 Casablanca, Marocco 203 000 $ - Terra Singolare - Doppio                          | Gilbert Schaller 6-4 6-2                   | Albert Costa                     | Sjeng Schalken Álex López Morón  | Félix Mantilla Tomás Carbonell Stefano Pescosolido Marc-Kevin Goellner |
| 20 marzo  | Grand Prix Hassan II 1995 Casablanca, Marocco 203 000 $ - Terra Singolare - Doppio                          | Tomás Carbonell Francisco Roig 6-4 6-1     | Emanuel Couto João Cunha e Silva | Sjeng Schalken Álex López Morón  | Félix Mantilla Tomás Carbonell Stefano Pescosolido Marc-Kevin Goellner |

### Aprile
| Settimana | Torneo                                                                                      | Vincitore                                          | Finalista                         | Semifinalisti                        | Eliminati ai quarti                                            |
| --------- | ------------------------------------------------------------------------------------------- | -------------------------------------------------- | --------------------------------- | ------------------------------------ | -------------------------------------------------------------- |
| 3 aprile  | Estoril Open 1995 Estoril, Portogallo 550 000 $ - Terra Singolare - Doppio                  | Thomas Muster 6-4 6-2                              | Albert Costa                      | Emilio Sánchez Fabrice Santoro       | Nuno Marques Javier Sánchez Gilbert Schaller Andrij Medvedjev  |
| 3 aprile  | Estoril Open 1995 Estoril, Portogallo 550 000 $ - Terra Singolare - Doppio                  | Evgenij Kafel'nikov Andrej Ol'chovskij 5-7 7-5 6-2 | Marc-Kevin Goellner Diego Nargiso | Emilio Sánchez Fabrice Santoro       | Nuno Marques Javier Sánchez Gilbert Schaller Andrij Medvedjev  |
| 3 aprile  | South African Open 1995 Johannesburg, Sudafrica 303 000 $ - Cemento Singolare - Doppio      | Martin Sinner 6-1 6-4                              | Guillaume Raoux                   | Byron Black Jeremy Bates             | Lionel Roux Patrick Baur Jörn Renzenbrink Neville Godwin       |
| 3 aprile  | South African Open 1995 Johannesburg, Sudafrica 303 000 $ - Cemento Singolare - Doppio      | Rodolphe Gilbert Guillaume Raoux 6-4 3-6 6-3       | Martin Sinner Joost Winnink       | Byron Black Jeremy Bates             | Lionel Roux Patrick Baur Jörn Renzenbrink Neville Godwin       |
| 10 aprile | Torneo Godó 1995 Barcellona, Spagna 775 000 $ - Terra Singolare - Doppio                    | Thomas Muster 6-2 6-1 6-4                          | Magnus Larsson                    | Evgenij Kafel'nikov Goran Ivanišević | Carlos Costa Thierry Champion Alberto Berasategui Jordi Arrese |
| 10 aprile | Torneo Godó 1995 Barcellona, Spagna 775 000 $ - Terra Singolare - Doppio                    | Trevor Kronemann David Macpherson 6-2 6-4          | Andrea Gaudenzi Goran Ivanišević  | Evgenij Kafel'nikov Goran Ivanišević | Carlos Costa Thierry Champion Alberto Berasategui Jordi Arrese |
| 10 aprile | Japan Open Tennis Championships 1995 Tokyo, Giappone 935 000 $ - Cemento Singolare - Doppio | Jim Courier 6-4 6-3                                | Andre Agassi                      | Wayne Ferreira Michael Chang         | Scott Draper Jonas Björkman Thomas Enqvist Jan Apell           |
| 10 aprile | Japan Open Tennis Championships 1995 Tokyo, Giappone 935 000 $ - Cemento Singolare - Doppio | Mark Knowles Jonathan Stark 7-5 6-4                | John Fitzgerald Anders Järryd     | Wayne Ferreira Michael Chang         | Scott Draper Jonas Björkman Thomas Enqvist Jan Apell           |
| 17 aprile | Hong Kong Open 1995 Hong Kong, Hong Kong 303 000 $ - Cemento Singolare - Doppio             | Michael Chang 6-3 6-1                              | Jonas Björkman                    | Jim Courier Jan Apell                | Kenneth Carlsen Aleksandr Volkov Thomas Enqvist Wayne Ferreira |
| 17 aprile | Hong Kong Open 1995 Hong Kong, Hong Kong 303 000 $ - Cemento Singolare - Doppio             | Tommy Ho Mark Philippoussis 6-1 6-7 7-6            | John Fitzgerald Anders Järryd     | Jim Courier Jan Apell                | Kenneth Carlsen Aleksandr Volkov Thomas Enqvist Wayne Ferreira |
| 17 aprile | ATP Nizza 1995 Nizza, Francia 303 000 $ - Terra Singolare - Doppio                          | Marc Rosset 6-4 6-0                                | Evgenij Kafel'nikov               | Andrij Medvedjev Albert Costa        | Cédric Pioline Richard Fromberg Mark Woodforde Tomás Carbonell |
| 17 aprile | ATP Nizza 1995 Nizza, Francia 303 000 $ - Terra Singolare - Doppio                          | Cyril Suk Daniel Vacek 3-6 7-6 7-6                 | Luke Jensen David Wheaton         | Andrij Medvedjev Albert Costa        | Cédric Pioline Richard Fromberg Mark Woodforde Tomás Carbonell |
| 17 aprile | Bermuda Open 1995 Bermuda, Bermuda 303 000 $ - Terra Singolare - Doppio                     | Mauricio Hadad 7–6(5) 3-6 6-4                      | Javier Frana                      | Bryan Shelton Vince Spadea           | Michael Tebbutt Jamie Morgan Karsten Braasch Jason Stoltenberg |
| 17 aprile | Bermuda Open 1995 Bermuda, Bermuda 303 000 $ - Terra Singolare - Doppio                     | Grant Connell Todd Martin 7-6 2-6 7-5              | Brett Steven Jason Stoltenberg    | Bryan Shelton Vince Spadea           | Michael Tebbutt Jamie Morgan Karsten Braasch Jason Stoltenberg |
| 24 aprile | Seoul Open 1995 Seul, Corea del Sud 203 000 $ - Cemento Singolare - Doppio                  | Greg Rusedski 6-4 3-1 rit                          | Lars Rehmann                      | Kenneth Carlsen Bing Pan             | Aleksandr Volkov Tommy Ho Alexander Mronz Paul Wekesa          |
| 24 aprile | Seoul Open 1995 Seul, Corea del Sud 203 000 $ - Cemento Singolare - Doppio                  | Sébastien Lareau Jeff Tarango 6-3 6-2              | Joshua Eagle Andrew Florent       | Kenneth Carlsen Bing Pan             | Aleksandr Volkov Tommy Ho Alexander Mronz Paul Wekesa          |
| 24 aprile | Monte Carlo Open 1995 Monte Carlo, Monaco 1 545 000 $ - Terra Singolare - Doppio            | Thomas Muster 4-6 5-7 6-1 7–6(6) 6-0               | Boris Becker                      | Andrea Gaudenzi Goran Ivanišević     | David Wheaton Sergi Bruguera Gilbert Schaller Richard Krajicek |
| 24 aprile | Monte Carlo Open 1995 Monte Carlo, Monaco 1 545 000 $ - Terra Singolare - Doppio            | Jacco Eltingh Paul Haarhuis 6-1 6-2                | Luis Lobo Javier Sánchez          | Andrea Gaudenzi Goran Ivanišević     | David Wheaton Sergi Bruguera Gilbert Schaller Richard Krajicek |

### Maggio
| Settimana | Torneo | Vincitore                                  | Finalista                      | Semifinalisti                      | Eliminati ai quarti                                        |
| --------- | --- | ------------------------------------------ | ------------------------------ | ---------------------------------- | ---------------------------------------------------------- |
| 1º maggio | Internazionali di Tennis di Baviera 1995 Monaco di Baviera, Germania 400 000 $ - Terra Singolare - Doppio  | Wayne Ferreira 7-5 7–6(6)                  | Michael Stich                  | Marcelo Filippini Àlex Corretja    | Gilbert Schaller Stefan Edberg Oliver Gross Sjeng Schalken |
| 1º maggio | Internazionali di Tennis di Baviera 1995 Monaco di Baviera, Germania 400 000 $ - Terra Singolare - Doppio  | Trevor Kronemann David Macpherson 6-3 6-4  | Luis Lobo Javier Sánchez       | Marcelo Filippini Àlex Corretja    | Gilbert Schaller Stefan Edberg Oliver Gross Sjeng Schalken |
| 1º maggio | Verizon Tennis Challenge 1995 Atlanta, Georgia, USA 303 000 $ - Terra Singolare - Doppio                   | Michael Chang 6-2 6(6)–7 6-4               | Andre Agassi                   | Magnus Larsson Todd Martin         | Christian Ruud Mats Wilander Brett Steven Jordi Arrese     |
| 1º maggio | Verizon Tennis Challenge 1995 Atlanta, Georgia, USA 303 000 $ - Terra Singolare - Doppio                   | Sergio Casal Emilio Sánchez 6-7 6-3 7-6    | Jared Palmer Richey Reneberg   | Magnus Larsson Todd Martin         | Christian Ruud Mats Wilander Brett Steven Jordi Arrese     |
| 8 maggio  | ATP German Open 1995 Amburgo, Germania 1 545 000 $ - Terra Singolare - Doppio                              | Andrij Medvedjev 6-3 6-2 6-1               | Goran Ivanišević               | Sergi Bruguera Pete Sampras        | Andre Agassi Marc Rosset Andrea Gaudenzi Wayne Ferreira    |
| 8 maggio  | ATP German Open 1995 Amburgo, Germania 1 545 000 $ - Terra Singolare - Doppio                              | Wayne Ferreira Evgenij Kafel'nikov 7-6 6-0 | Byron Black Andrej Ol'chovskij | Sergi Bruguera Pete Sampras        | Andre Agassi Marc Rosset Andrea Gaudenzi Wayne Ferreira    |
| 8 maggio  | U.S. Men's Clay Court Championships 1995 Pinehurst, USA 264 250 $ - Terra Singolare - Doppio               | Thomas Enqvist 6-3 3-6 6-3                 | Javier Frana                   | Magnus Larsson David Wheaton       | Jared Palmer Jakob Hlasek Jordi Arrese Fernando Meligeni   |
| 8 maggio  | U.S. Men's Clay Court Championships 1995 Pinehurst, USA 264 250 $ - Terra Singolare - Doppio               | Todd Woodbridge Mark Woodforde 6-2 6-4     | Alex O'Brien Sandon Stolle     | Magnus Larsson David Wheaton       | Jared Palmer Jakob Hlasek Jordi Arrese Fernando Meligeni   |
| 15 maggio | Internazionali d'Italia 1995 Roma, Italia 1 750 000 $ - Terra Singolare - Doppio                           | Thomas Muster 3-6 7–6(5) 6-2 6-3           | Sergi Bruguera                 | Goran Ivanišević Wayne Ferreira    | Jonas Björkman Jeff Tarango Stefan Edberg Michael Chang    |
| 15 maggio | Internazionali d'Italia 1995 Roma, Italia 1 750 000 $ - Terra Singolare - Doppio                           | Cyril Suk Daniel Vacek 6-3 6-4             | Jan Apell Jonas Björkman       | Goran Ivanišević Wayne Ferreira    | Jonas Björkman Jeff Tarango Stefan Edberg Michael Chang    |
| 15 maggio | International Tennis Championships 1995 Coral Springs, Florida, USA 230 000 $ - Cemento Singolare - Doppio | Todd Woodbridge 6-4 6-2                    | Greg Rusedski                  | Javier Frana Mark Woodforde        | Nicolás Pereira Hernán Gumy Brett Steven Thomas Enqvist    |
| 15 maggio | International Tennis Championships 1995 Coral Springs, Florida, USA 230 000 $ - Cemento Singolare - Doppio | Todd Woodbridge Mark Woodforde 6-3 6-1     | Sergio Casal Emilio Sánchez    | Javier Frana Mark Woodforde        | Nicolás Pereira Hernán Gumy Brett Steven Thomas Enqvist    |
| 22 maggio | ATP Bologna Outdoor 1995 Bologna, Italia 303 000 $ - Terra Singolare - Doppio                              | Marcelo Ríos 6-2 6-4                       | Marcelo Filippini              | Mark Philippoussis Javier Sánchez  | Gilbert Schaller Karim Alami Jordi Burillo Sláva Doseděl   |
| 22 maggio | ATP Bologna Outdoor 1995 Bologna, Italia 303 000 $ - Terra Singolare - Doppio                              | Byron Black Jonathan Stark 7-5 6-3         | Libor Pimek Vince Spadea       | Mark Philippoussis Javier Sánchez  | Gilbert Schaller Karim Alami Jordi Burillo Sláva Doseděl   |
| 22 maggio | World Team Cup 1995 Düsseldorf, Germania 1 550 000 $                                                       | Svezia 2-1                                 | Croazia                        |                                    |                                                            |
| 29 maggio | Open di Francia 1995 Parigi, Francia Grande Slam 4 941 266 $ Terra Singolare - Doppio - Doppio misto       | Thomas Muster 7-5 6-2 6-4                  | Michael Chang                  | Evgenij Kafel'nikov Sergi Bruguera | Andre Agassi Albert Costa Adrian Voinea Renzo Furlan       |
| 29 maggio | Open di Francia 1995 Parigi, Francia Grande Slam 4 941 266 $ Terra Singolare - Doppio - Doppio misto       | Jacco Eltingh Paul Haarhuis 6-7 6-4 6-1    | Nicklas Kulti Magnus Larsson   | Evgenij Kafel'nikov Sergi Bruguera | Andre Agassi Albert Costa Adrian Voinea Renzo Furlan       |

### Giugno
| Settimana | Torneo                                                                                                 | Vincitore                                  | Finalista                              | Semifinalisti                     | Eliminati ai quarti                                               |
| --------- | --- | ------------------------------------------ | -------------------------------------- | --------------------------------- | ----------------------------------------------------------------- |
| 12 giugno | Ordina Open 1995 Rosmalen, Paesi Bassi 303 000 $ - Erba Singolare - Doppio                             | Karol Kučera 7–6(7) 7–6(4)                 | Anders Järryd                          | Brett Steven Henrik Holm          | Richard Krajicek Richey Reneberg Paul Haarhuis Diego Nargiso      |
| 12 giugno | Ordina Open 1995 Rosmalen, Paesi Bassi 303 000 $ - Erba Singolare - Doppio                             | Richard Krajicek Jan Siemerink 7-5 6-3     | Hendrik Jan Davids Andrej Ol'chovskij  | Brett Steven Henrik Holm          | Richard Krajicek Richey Reneberg Paul Haarhuis Diego Nargiso      |
| 12 giugno | Oporto Open 1995 Porto, Portogallo 303 000 $ - Terra Singolare - Doppio                                | Alberto Berasategui 3-6 6-3 6-4            | Carlos Costa                           | Francisco Clavet Hernán Gumy      | Filip Dewulf Richard Fromberg Carsten Arriens Jordi Arrese        |
| 12 giugno | Oporto Open 1995 Porto, Portogallo 303 000 $ - Terra Singolare - Doppio                                | Tomás Carbonell Francisco Roig 6-3 7-6     | Jordi Arrese Àlex Corretja             | Francisco Clavet Hernán Gumy      | Filip Dewulf Richard Fromberg Carsten Arriens Jordi Arrese        |
| 12 giugno | Queen's Club Championships 1995 Londra, Gran Bretagna 600 000 $ - Erba Singolare - Doppio              | Pete Sampras 7–6(3) 7–6(6)                 | Guy Forget                             | Marc-Kevin Goellner Boris Becker  | Sandon Stolle Derrick Rostagno Goran Ivanišević Jason Stoltenberg |
| 12 giugno | Queen's Club Championships 1995 Londra, Gran Bretagna 600 000 $ - Erba Singolare - Doppio              | Todd Martin Pete Sampras 6-4 6-2           | Jan Apell Jonas Björkman               | Marc-Kevin Goellner Boris Becker  | Sandon Stolle Derrick Rostagno Goran Ivanišević Jason Stoltenberg |
| 19 giugno | ATP St. Pölten 1995 Sankt Pölten, Austria 350 000 $ - Terra Singolare - Doppio                         | Thomas Muster 6-3 3-6 6-1                  | Bohdan Ulihrach                        | Stefano Pescosolido Sláva Doseděl | Rodolphe Gilbert Gilbert Schaller Carlos Moyá Jordi Burillo       |
| 19 giugno | ATP St. Pölten 1995 Sankt Pölten, Austria 350 000 $ - Terra Singolare - Doppio                         | Bill Behrens Matt Lucena 7-5 6-4           | Libor Pimek Byron Talbot               | Stefano Pescosolido Sláva Doseděl | Rodolphe Gilbert Gilbert Schaller Carlos Moyá Jordi Burillo       |
| 19 giugno | Halle Open 1995 Halle, Germania 700 000 $ - Erba Singolare - Doppio                                    | Marc Rosset 3-6 7–6(11) 7–6(8)             | Michael Stich                          | Paul Haarhuis Jacco Eltingh       | Evgenij Kafel'nikov Richey Reneberg Jimmy Connors Brett Steven    |
| 19 giugno | Halle Open 1995 Halle, Germania 700 000 $ - Erba Singolare - Doppio                                    | Jacco Eltingh Paul Haarhuis 6-2 3-6 6-3    | Evgenij Kafel'nikov Andrej Ol'chovskij | Paul Haarhuis Jacco Eltingh       | Evgenij Kafel'nikov Richey Reneberg Jimmy Connors Brett Steven    |
| 19 giugno | Nottingham Open 1995 Nottingham, Gran Bretagna 303 000 $ - Erba Singolare - Doppio                     | Javier Frana 7–6(4) 6-3                    | Todd Woodbridge                        | Byron Black Mark Woodforde        | Tommy Ho Aleksandr Volkov Shūzō Matsuoka Tim Henman               |
| 19 giugno | Nottingham Open 1995 Nottingham, Gran Bretagna 303 000 $ - Erba Singolare - Doppio                     | Luke Jensen Murphy Jensen 6-2 6-4          | Patrick Galbraith Danie Visser         | Byron Black Mark Woodforde        | Tommy Ho Aleksandr Volkov Shūzō Matsuoka Tim Henman               |
| 26 giugno | Torneo di Wimbledon 1995 Londra, Gran Bretagna Grande Slam 2 837 830 $ Erba Singolare - Doppio - Misto | Pete Sampras 6(5)–7 6-2 6-4 6-2            | Boris Becker                           | Andre Agassi Goran Ivanišević     | Jacco Eltingh Cédric Pioline Evgenij Kafel'nikov Shūzō Matsuoka   |
| 26 giugno | Torneo di Wimbledon 1995 Londra, Gran Bretagna Grande Slam 2 837 830 $ Erba Singolare - Doppio - Misto | Todd Woodbridge Mark Woodforde 7-5 7-6 7-6 | Rick Leach Scott Melville              | Andre Agassi Goran Ivanišević     | Jacco Eltingh Cédric Pioline Evgenij Kafel'nikov Shūzō Matsuoka   |

### Luglio
| Settimana | Torneo                                                                                                | Vincitore                                      | Finalista                    | Semifinalisti                    | Eliminati ai quarti                                                    |
| --------- | --- | ---------------------------------------------- | ---------------------------- | -------------------------------- | ---------------------------------------------------------------------- |
| 10 luglio | Swiss Open Gstaad 1995 Gstaad, Svizzera 525 000 $ - Terra Singolare - Doppio                          | Evgenij Kafel'nikov 6-3 6-4 3-6 6-3            | Jakob Hlasek                 | Marc Rosset Sergi Bruguera       | Marcelo Ríos Arnaud Boetsch Javier Sánchez Andrea Gaudenzi             |
| 10 luglio | Swiss Open Gstaad 1995 Gstaad, Svizzera 525 000 $ - Terra Singolare - Doppio                          | Luis Lobo Javier Sánchez 6-7 7-6 7-6           | Arnaud Boetsch Marc Rosset   | Marc Rosset Sergi Bruguera       | Marcelo Ríos Arnaud Boetsch Javier Sánchez Andrea Gaudenzi             |
| 10 luglio | Hall of Fame Tennis Championships 1995 Newport, Rhode Island, USA 230 000 $ - Erba Singolare - Doppio | David Prinosil 7–6(3) 5-7 6-2                  | David Wheaton                | Byron Black Derrick Rostagno     | Laurence Tieleman Chris Wilkinson Todd Woodbridge Marcos Ondruska      |
| 10 luglio | Hall of Fame Tennis Championships 1995 Newport, Rhode Island, USA 230 000 $ - Erba Singolare - Doppio | Jörn Renzenbrink Markus Zoecke 6-1 6-2         | Paul Kilderry Nuno Marques   | Byron Black Derrick Rostagno     | Laurence Tieleman Chris Wilkinson Todd Woodbridge Marcos Ondruska      |
| 10 luglio | Swedish Open 1995 Båstad, Svezia 303 000 $ - Terra Singolare - Doppio                                 | Fernando Meligeni 6-4 6-4                      | Christian Ruud               | Kris Goossens Carlos Costa       | Marc-Kevin Goellner Frederik Fetterlein Tomás Carbonell Magnus Norman  |
| 10 luglio | Swedish Open 1995 Båstad, Svezia 303 000 $ - Terra Singolare - Doppio                                 | Jan Apell Jonas Björkman 6-3 6-0               | Jon Ireland Andrew Kratzmann | Kris Goossens Carlos Costa       | Marc-Kevin Goellner Frederik Fetterlein Tomás Carbonell Magnus Norman  |
| 17 luglio | Mercedes Cup 1995 Stoccarda, Germania 915 000 $ - Terra Singolare - Doppio                            | Thomas Muster 6-2 6-2                          | Jan Apell                    | Sergi Bruguera Arnaud Boetsch    | Tomás Carbonell Carl-Uwe Steeb Albert Costa Magnus Gustafsson          |
| 17 luglio | Mercedes Cup 1995 Stoccarda, Germania 915 000 $ - Terra Singolare - Doppio                            | Tomás Carbonell Francisco Roig 6-1 6-7 7-5     | Ellis Ferreira Jan Siemerink | Sergi Bruguera Arnaud Boetsch    | Tomás Carbonell Carl-Uwe Steeb Albert Costa Magnus Gustafsson          |
| 17 luglio | Washington Open 1995 Washington, USA 550 000 $ - Cemento Singolare - Doppio                           | Andre Agassi 6-4 2-6 7-5                       | Stefan Edberg                | Todd Martin Patrick Rafter       | Mauricio Hadad Jason Stoltenberg Patrick McEnroe Cristiano Caratti     |
| 17 luglio | Washington Open 1995 Washington, USA 550 000 $ - Cemento Singolare - Doppio                           | Olivier Delaître Jeff Tarango 4-6 6-2 6-2      | Petr Korda Cyril Suk         | Todd Martin Patrick Rafter       | Mauricio Hadad Jason Stoltenberg Patrick McEnroe Cristiano Caratti     |
| 24 luglio | Canada Open 1995 Montréal, Canada 1 545 000 $ - Cemento Singolare - Doppio                            | Andre Agassi 3-6 6-2 6-3                       | Pete Sampras                 | Mats Wilander Thomas Enqvist     | MaliVai Washington Evgenij Kafel'nikov Michael Chang Michael Stich     |
| 24 luglio | Canada Open 1995 Montréal, Canada 1 545 000 $ - Cemento Singolare - Doppio                            | Evgenij Kafel'nikov Andrej Ol'chovskij 6-4 6-4 | Brian MacPhie Sandon Stolle  | Mats Wilander Thomas Enqvist     | MaliVai Washington Evgenij Kafel'nikov Michael Chang Michael Stich     |
| 24 luglio | Dutch Open 1995 Amsterdam, Paesi Bassi 475 000 $ - Terra Singolare - Doppio                           | Marcelo Ríos 6-4 7-5 6-4                       | Jan Siemerink                | Carlos Costa Gilbert Schaller    | Marcelo Filippini Bernd Karbacher Bohdan Ulihrach Karel Nováček        |
| 24 luglio | Dutch Open 1995 Amsterdam, Paesi Bassi 475 000 $ - Terra Singolare - Doppio                           | Marcelo Ríos Sjeng Schalken 7-6 6-2            | Wayne Arthurs Neil Broad     | Carlos Costa Gilbert Schaller    | Marcelo Filippini Bernd Karbacher Bohdan Ulihrach Karel Nováček        |
| 31 luglio | Austrian Open 1995 Kitzbühel, Austria 400 000 $ - Terra Singolare - Doppio                            | Albert Costa 4-6 6-4 7–6(3) 2-6 6-4            | Thomas Muster                | Gilbert Schaller Bernd Karbacher | Sándor Noszály Alberto Berasategui Andrea Gaudenzi Stefano Pescosolido |
| 31 luglio | Austrian Open 1995 Kitzbühel, Austria 400 000 $ - Terra Singolare - Doppio                            | Francisco Montana Greg Van Emburgh 6-4 6-4     | Jordi Arrese Wayne Arthurs   | Gilbert Schaller Bernd Karbacher | Sándor Noszály Alberto Berasategui Andrea Gaudenzi Stefano Pescosolido |
| 31 luglio | Prague Open 1995 Praga, Repubblica Ceca 340 000 $ - Terra Singolare - Doppio                          | Bohdan Ulihrach 6-2 6-2                        | Javier Sánchez               | Albert Portas Nicklas Kulti      | Marc Rosset Karim Alami Gastón Etlis Mariano Zabaleta                  |
| 31 luglio | Prague Open 1995 Praga, Repubblica Ceca 340 000 $ - Terra Singolare - Doppio                          | Libor Pimek Byron Talbot 7-5 1-6 7-6           | Jiří Novák David Rikl        | Albert Portas Nicklas Kulti      | Marc Rosset Karim Alami Gastón Etlis Mariano Zabaleta                  |
| 31 luglio | Countrywide Classic 1995 Los Angeles, California, USA 303 000 $ - Cemento Singolare - Doppio          | Michael Stich 6(7)–7 7–6(4) 6-2                | Thomas Enqvist               | Goran Ivanišević Jakob Hlasek    | Marcos Ondruska Michael Joyce Patrick Rafter Aleksandr Volkov          |
| 31 luglio | Countrywide Classic 1995 Los Angeles, California, USA 303 000 $ - Cemento Singolare - Doppio          | Brent Haygarth Kent Kinnear 6-4 7-6            | Scott Davis Goran Ivanišević | Goran Ivanišević Jakob Hlasek    | Marcos Ondruska Michael Joyce Patrick Rafter Aleksandr Volkov          |

### Agosto
| Settimana | Torneo | Vincitore                                       | Finalista                      | Semifinalisti                     | Eliminati ai quarti                                                 |
| --------- | --- | ----------------------------------------------- | ------------------------------ | --------------------------------- | ------------------------------------------------------------------- |
| 7 agosto  | Cincinnati Open 1995 Cincinnati, OH, USA 1 545 000 $ - Cemento - 56S/28D Singolare - Doppio                                             | Andre Agassi 7-5 6-2                            | Michael Chang                  | Thomas Enqvist Michael Stich      | Renzo Furlan Goran Ivanišević Jim Courier Pete Sampras              |
| 7 agosto  | Cincinnati Open 1995 Cincinnati, OH, USA 1 545 000 $ - Cemento - 56S/28D Singolare - Doppio                                             | Todd Woodbridge Mark Woodforde 6-2, 3-0, ritiro | Mark Knowles Daniel Nestor     | Thomas Enqvist Michael Stich      | Renzo Furlan Goran Ivanišević Jim Courier Pete Sampras              |
| 7 agosto  | Internazionali di Tennis di San Marino 1995 Città di San Marino, San Marino World Series 275 000 $ - Terra - 32S/16D Singolare - Doppio | Thomas Muster 6-2, 6-0                          | Andrea Gaudenzi                | Stefano Pescosolido Filip Dewulf  | Adrian Voinea Albert Costa Diego Nargiso Sláva Doseděl              |
| 7 agosto  | Internazionali di Tennis di San Marino 1995 Città di San Marino, San Marino World Series 275 000 $ - Terra - 32S/16D Singolare - Doppio | Jordi Arrese Andrew Kratzmann 7-6, 3-6, 6-2     | Pablo Albano Federico Mordegan | Stefano Pescosolido Filip Dewulf  | Adrian Voinea Albert Costa Diego Nargiso Sláva Doseděl              |
| 14 agosto | RCA Championships 1995 Indianapolis, Indiana, USA 915 000 $ - Cemento - 56S/28D Singolare - Doppio                                      | Thomas Enqvist 6-4 6-3                          | Bernd Karbacher                | Pete Sampras Goran Ivanišević     | Andrij Medvedjev Richey Reneberg Jérôme Golmard Alberto Berasategui |
| 14 agosto | RCA Championships 1995 Indianapolis, Indiana, USA 915 000 $ - Cemento - 56S/28D Singolare - Doppio                                      | Mark Knowles Daniel Nestor 6-4, 6-4             | Scott Davis Todd Martin        | Pete Sampras Goran Ivanišević     | Andrij Medvedjev Richey Reneberg Jérôme Golmard Alberto Berasategui |
| 14 agosto | ATP Volvo International 1995 New Haven, Connecticut, USA 915 000 $ - Cemento - 56S/28D Singolare - Doppio                               | Andre Agassi 3-6 7–6(2) 6-3                     | Richard Krajicek               | Mats Wilander Evgenij Kafel'nikov | Sergi Bruguera Marc Rosset Albert Chang Boris Becker                |
| 14 agosto | ATP Volvo International 1995 New Haven, Connecticut, USA 915 000 $ - Cemento - 56S/28D Singolare - Doppio                               | Rick Leach Scott Melville 6-3 5-7 6-4           | Leander Paes Nicolás Pereira   | Mats Wilander Evgenij Kafel'nikov | Sergi Bruguera Marc Rosset Albert Chang Boris Becker                |
| 21 agosto | Waldbaum's Hamlet Cup 1995 Long Island, New York, USA 303 000 $ - Cemento - 32S/16D Singolare - Doppio                                  | Evgenij Kafel'nikov 7-6(0) 6-2                  | Jan Siemerink                  | Marc Rosset Renzo Furlan          | Shūzō Matsuoka Cédric Pioline MaliVai Washington Todd Woodbridge    |
| 21 agosto | Waldbaum's Hamlet Cup 1995 Long Island, New York, USA 303 000 $ - Cemento - 32S/16D Singolare - Doppio                                  | Cyril Suk Daniel Vacek 5-7 7-6 7-6              | Rick Leach Scott Melville      | Marc Rosset Renzo Furlan          | Shūzō Matsuoka Cédric Pioline MaliVai Washington Todd Woodbridge    |
| 21 agosto | Croatia Open Umag 1995 Umago, Croazia 375 000 $ - Terra - 32S/16D Singolare - Doppio                                                    | Thomas Muster 3-6 7–6(5) 6-4                    | Carlos Costa                   | Francisco Clavet Andrea Gaudenzi  | Jordi Arrese Magnus Gustafsson Javier Sánchez Alberto Berasategui   |
| 21 agosto | Croatia Open Umag 1995 Umago, Croazia 375 000 $ - Terra - 32S/16D Singolare - Doppio                                                    | Luis Lobo Javier Sánchez 6-4 6-0                | David Ekerot László Markovits  | Francisco Clavet Andrea Gaudenzi  | Jordi Arrese Magnus Gustafsson Javier Sánchez Alberto Berasategui   |
| 28 agosto | US Open 1995 New York, USA Grand Slam 4 282 400 $ - Cemento - 128S/64D Singolare - Doppio - Doppio misto                                | Pete Sampras 6-4 6-3 4-6 7-5                    | Andre Agassi                   | Boris Becker Jim Courier          | Petr Korda Patrick McEnroe Michael Chang Byron Black                |
| 28 agosto | US Open 1995 New York, USA Grand Slam 4 282 400 $ - Cemento - 128S/64D Singolare - Doppio - Doppio misto                                | Todd Woodbridge Mark Woodforde 6-3 6-3          | Alex O'Brien Sandon Stolle     | Boris Becker Jim Courier          | Petr Korda Patrick McEnroe Michael Chang Byron Black                |

### Settembre
| Settimana    | Torneo                                                                                                   | Vincitore                                 | Finalista                         | Semifinalisti                         | Eliminati ai quarti                                                |
| ------------ | --- | ----------------------------------------- | --------------------------------- | ------------------------------------- | ------------------------------------------------------------------ |
| 11 settembre | Romanian Open 1995 Bucarest, Romania 1 350 000 $ - Terra - 32S/16D Singolare - Doppio                    | Thomas Muster 6-3 6-4                     | Gilbert Schaller                  | Sándor Noszály Christian Ruud         | Arnaud Boetsch Sergi Bruguera Andrea Gaudenzi Jordi Arrese         |
| 11 settembre | Romanian Open 1995 Bucarest, Romania 1 350 000 $ - Terra - 32S/16D Singolare - Doppio                    | Mark Keil Jeff Tarango 6-4 7-6            | Cyril Suk Daniel Vacek            | Sándor Noszály Christian Ruud         | Arnaud Boetsch Sergi Bruguera Andrea Gaudenzi Jordi Arrese         |
| 11 settembre | Colombia Open 1995 Bogotà, Colombia 303 000 $ - Terra - 32S/16D Singolare - Doppio                       | Nicolás Lapentti 2-6 6-1 6-4              | Miguel Tobon                      | Fernando Meligeni Luis Adrian Morejon | Hernán Gumy Karim Alami Marcelo Ríos Alberto Berasategui           |
| 11 settembre | Colombia Open 1995 Bogotà, Colombia 303 000 $ - Terra - 32S/16D Singolare - Doppio                       | Jiří Novák Rikl 7-6 6-2                   | Steve Campbell MaliVai Washington | Fernando Meligeni Luis Adrian Morejon | Hernán Gumy Karim Alami Marcelo Ríos Alberto Berasategui           |
| 11 settembre | ATP Bordeaux 1995 Bordeaux, Francia 375 000 $ - Terra - 32S/16D Singolare - Doppio                       | Yahiya Doumbia 6-4 6-4                    | Jakob Hlasek                      | Jason Stoltenberg Lionel Roux         | Goran Ivanišević Olivier Delaître Guillaume Raoux Ronald Agénor    |
| 11 settembre | ATP Bordeaux 1995 Bordeaux, Francia 375 000 $ - Terra - 32S/16D Singolare - Doppio                       | Saša Hiršzon Goran Ivanišević 6-3 6-4     | Henrik Holm Danny Sapsford        | Jason Stoltenberg Lionel Roux         | Goran Ivanišević Olivier Delaître Guillaume Raoux Ronald Agénor    |
| 25 settembre | Campionati Internazionali di Sicilia 1995 Palermo, Italia 303 000 $ - Terra - 32S/16D Singolare - Doppio | Francisco Clavet 6(2)–7 6-3 7-6(1)        | Jordi Burillo                     | Hernán Gumy Omar Camporese            | Fabrice Santoro Tomás Carbonell Marc-Kevin Goellner Sjeng Schalken |
| 25 settembre | Campionati Internazionali di Sicilia 1995 Palermo, Italia 303 000 $ - Terra - 32S/16D Singolare - Doppio | Àlex Corretja Fabrice Santoro 6-7 6-4 6-3 | Hendrik Jan Davids Piet Norval    | Hernán Gumy Omar Camporese            | Fabrice Santoro Tomás Carbonell Marc-Kevin Goellner Sjeng Schalken |
| 25 settembre | Swiss Indoors 1995 Basilea, Svizzera 975 000 $ - Cemento (i) - 32S/16D Singolare - Doppio                | Jim Courier 6(2)–7 7–6(5) 5-7 6-2 7-5     | Jan Siemerink                     | Boris Becker Greg Rusedski            | Stefan Edberg Petr Korda Martin Damm Jason Stoltenberg             |
| 25 settembre | Swiss Indoors 1995 Basilea, Svizzera 975 000 $ - Cemento (i) - 32S/16D Singolare - Doppio                | Cyril Suk Daniel Vacek 3-6 6-3 6-3        | Mark Keil Peter Nyborg            | Boris Becker Greg Rusedski            | Stefan Edberg Petr Korda Martin Damm Jason Stoltenberg             |

### Ottobre
| Settimana  | Torneo | Vincitore                                    | Finalista                            | Semifinalisti                     | Eliminati ai quarti                                                    |
| ---------- | --- | -------------------------------------------- | ------------------------------------ | --------------------------------- | ---------------------------------------------------------------------- |
| 2 ottobre  | Kuala Lumpur Open 1995 Kuala Lumpur, Malaysia 389 250 $ Sintetico (i) Singolare - Doppio                   | Marcelo Ríos 7–6(6) 6-2                      | Mark Philippoussis                   | Cristiano Caratti Patrick McEnroe | Richard Krajicek Jacco Eltingh Renzo Furlan Paul Haarhuis              |
| 2 ottobre  | Kuala Lumpur Open 1995 Kuala Lumpur, Malaysia 389 250 $ Sintetico (i) Singolare - Doppio                   | Patrick McEnroe Mark Philippoussis 7-5 6-4   | Grant Connell Patrick Galbraith      | Cristiano Caratti Patrick McEnroe | Richard Krajicek Jacco Eltingh Renzo Furlan Paul Haarhuis              |
| 2 ottobre  | Grand Prix de Tennis de Toulouse 1995 Tolosa, Francia 375 000 $ - Cemento (i) - 32S/16D Singolare - Doppio | Arnaud Boetsch 6-4 6(5)–7 6-0                | Jim Courier                          | Cédric Pioline Marc Rosset        | Karol Kučera Daniel Vacek Filip Dewulf Jared Palmer                    |
| 2 ottobre  | Grand Prix de Tennis de Toulouse 1995 Tolosa, Francia 375 000 $ - Cemento (i) - 32S/16D Singolare - Doppio | Jonas Björkman John-Laffnie de Jager 7-6 7-6 | Dave Randall Greg Van Emburgh        | Cédric Pioline Marc Rosset        | Karol Kučera Daniel Vacek Filip Dewulf Jared Palmer                    |
| 2 ottobre  | Open de Tenis Comunidad Valenciana 1995 Valencia, Spagna 203 000 $ - 32S/16D Singolare - Doppio            | Sjeng Schalken 6-4 6-2                       | Gilbert Schaller                     | Félix Mantilla Hernán Gumy        | Alberto Berasategui Magnus Gustafsson Richard Fromberg Tomás Carbonell |
| 2 ottobre  | Open de Tenis Comunidad Valenciana 1995 Valencia, Spagna 203 000 $ - 32S/16D Singolare - Doppio            | Tomás Carbonell Francisco Roig 7-5 6-3       | Tom Kempers Jack Waite               | Félix Mantilla Hernán Gumy        | Alberto Berasategui Magnus Gustafsson Richard Fromberg Tomás Carbonell |
| 9 ottobre  | Tokyo Indoor 1995 Tokyo, Giappone 895 000 $ - Sintetico (i) - 32S/16D Singolare - Doppio                   | Michael Chang 6-3 6-4                        | Mark Philippoussis                   | Henrik Holm Hendrik Dreekmann     | Aleksandr Volkov Byron Black Richard Krajicek Goran Ivanišević         |
| 9 ottobre  | Tokyo Indoor 1995 Tokyo, Giappone 895 000 $ - Sintetico (i) - 32S/16D Singolare - Doppio                   | Jacco Eltingh Paul Haarhuis 6-2 6-7 6-3      | Jakob Hlasek Patrick McEnroe         | Henrik Holm Hendrik Dreekmann     | Aleksandr Volkov Byron Black Richard Krajicek Goran Ivanišević         |
| 9 ottobre  | Tel Aviv Open 1995 Tel Aviv, Israele 250 000 $ - Cemento - 32S/16D Singolare - Doppio                      | Ján Krošlák 6-4 6-2                          | Javier Sánchez                       | Stefano Pescosolido David Wheaton | Frederik Fetterlein Jared Palmer Radomír Vašek Jason Stoltenberg       |
| 9 ottobre  | Tel Aviv Open 1995 Tel Aviv, Israele 250 000 $ - Cemento - 32S/16D Singolare - Doppio                      | Jim Grabb Jared Palmer 6-4 7-5               | Kent Kinnear David Wheaton           | Stefano Pescosolido David Wheaton | Frederik Fetterlein Jared Palmer Radomír Vašek Jason Stoltenberg       |
| 9 ottobre  | Ostrava Open 1995 Ostrava, Repubblica Ceca 375 000 $ - Sintetico (i) - 32S/16D Singolare - Doppio          | Wayne Ferreira 3-6 6-4 6-3                   | MaliVai Washington                   | Patrik Kühnen Arnaud Boetsch      | Joost Winnink Patrick Rafter Andrij Medvedjev Jonas Björkman           |
| 9 ottobre  | Ostrava Open 1995 Ostrava, Repubblica Ceca 375 000 $ - Sintetico (i) - 32S/16D Singolare - Doppio          | Jonas Björkman Javier Frana 6-7 6-4 7-6      | Guy Forget Patrick Rafter            | Patrik Kühnen Arnaud Boetsch      | Joost Winnink Patrick Rafter Andrij Medvedjev Jonas Björkman           |
| 16 ottobre | Grand Prix de Tennis de Lyon 1995 Lione, Francia 575 000 $ - Sintetico (i) - 32S/16D Singolare - Doppio    | Wayne Ferreira 7–6(2) 5-7 6-3                | Pete Sampras                         | Todd Martin Evgenij Kafel'nikov   | Maxime Huard Patrick Rafter David Prinosil Cédric Pioline              |
| 16 ottobre | Grand Prix de Tennis de Lyon 1995 Lione, Francia 575 000 $ - Sintetico (i) - 32S/16D Singolare - Doppio    | Jakob Hlasek Evgenij Kafel'nikov 6-3 6-3     | John-Laffnie de Jager Wayne Ferreira | Todd Martin Evgenij Kafel'nikov   | Maxime Huard Patrick Rafter David Prinosil Cédric Pioline              |
| 16 ottobre | Vienna Open 1995 Vienna, Austria 465 000 $ - Sintetico (i) - 32S/16D Singolare - Doppio                    | Filip Dewulf 7-5 6-2 1-6 7-5                 | Thomas Muster                        | Todd Woodbridge Jonas Björkman    | Aleksandr Volkov Michael Stich Oleg Ogorodov Jeff Tarango              |
| 16 ottobre | Vienna Open 1995 Vienna, Austria 465 000 $ - Sintetico (i) - 32S/16D Singolare - Doppio                    | Ellis Ferreira Jan Siemerink 6-4 7-5         | Todd Woodbridge Mark Woodforde       | Todd Woodbridge Jonas Björkman    | Aleksandr Volkov Michael Stich Oleg Ogorodov Jeff Tarango              |
| 16 ottobre | China Open 1995 Pechino, Cina 303 000 $ - Sintetico (i) - 32S/16D Singolare - Doppio                       | Michael Chang 7-5 6-3                        | Renzo Furlan                         | David Nainkin Shūzō Matsuoka      | Michael Tebbutt Leander Paes Scott Draper Gianluca Pozzi               |
| 16 ottobre | China Open 1995 Pechino, Cina 303 000 $ - Sintetico (i) - 32S/16D Singolare - Doppio                       | Tommy Ho Sébastien Lareau 7-6 7-6            | Dick Norman Fernon Wibier            | David Nainkin Shūzō Matsuoka      | Michael Tebbutt Leander Paes Scott Draper Gianluca Pozzi               |
| 23 ottobre | Essen Open 1995 Essen, Germania 1 844 000 $ - Sintetico (i) - 48S/24D Singolare - Doppio                   | Thomas Muster 7–6(6) 2-6 6-3 6-4             | MaliVai Washington                   | Arnaud Boetsch Pete Sampras       | Thomas Enqvist Richard Krajicek Sergi Bruguera Jim Courier             |
| 23 ottobre | Essen Open 1995 Essen, Germania 1 844 000 $ - Sintetico (i) - 48S/24D Singolare - Doppio                   | Jacco Eltingh Paul Haarhuis 7-5, 6-4         | Cyril Suk Daniel Vacek               | Arnaud Boetsch Pete Sampras       | Thomas Enqvist Richard Krajicek Sergi Bruguera Jim Courier             |
| 23 ottobre | Movistar Open 1995 Santiago, Cile 203 750 $ - Terra - 48S/24D Singolare - Doppio                           | Sláva Doseděl 7–6(3) 6-3                     | Marcelo Ríos                         | Hernán Gumy Albert Costa          | Àlex Corretja David Rikl Mauricio Hadad Sjeng Schalken                 |
| 23 ottobre | Movistar Open 1995 Santiago, Cile 203 750 $ - Terra - 48S/24D Singolare - Doppio                           | Jiří Novák David Rikl 6-4 4-6 6-1            | Shelby Cannon Francisco Montana      | Hernán Gumy Albert Costa          | Àlex Corretja David Rikl Mauricio Hadad Sjeng Schalken                 |
| 30 ottobre | ATP Montevideo 1995 Montevideo, Uruguay 203 000 $ - Terra - 32S/16D Singolare - Doppio                     | Bohdan Ulihrach 6-2 6-3                      | Alberto Berasategui                  | Francisco Clavet Jordi Burillo    | Karim Alami Hernán Gumy Fernando Meligeni Marcelo Filippini            |
| 30 ottobre | ATP Montevideo 1995 Montevideo, Uruguay 203 000 $ - Terra - 32S/16D Singolare - Doppio                     | Sergio Casal Emilio Sánchez 2-6 7-6 7-6      | Jiří Novák David Rikl                | Francisco Clavet Jordi Burillo    | Karim Alami Hernán Gumy Fernando Meligeni Marcelo Filippini            |
| 30 ottobre | Paris Open 1995 Parigi, Francia 2 000 000 $ - Sintetico (i) - 48S/24D Singolare - Doppio                   | Pete Sampras 7–6(5) 6-4 6-4                  | Boris Becker                         | Jim Courier Wayne Ferreira        | Jakob Hlasek Michael Chang Richard Krajicek Daniel Vacek               |
| 30 ottobre | Paris Open 1995 Parigi, Francia 2 000 000 $ - Sintetico (i) - 48S/24D Singolare - Doppio                   | Grant Connell Patrick Galbraith 6–2, 6–2     | Jim Grabb Todd Martin                | Jim Courier Wayne Ferreira        | Jakob Hlasek Michael Chang Richard Krajicek Daniel Vacek               |

### Novembre
| Settimana   | Torneo                                                                                      | Vincitore                                 | Finalista                       | Semifinalisti                   | Eliminati ai quarti                                          |
| ----------- | ------------------------------------------------------------------------------------------- | ----------------------------------------- | ------------------------------- | ------------------------------- | ------------------------------------------------------------ |
| 6 novembre  | ATP Buenos Aires 1995 Buenos Aires, Argentina 303 000 $ Terra rossa Singolare - Doppio      | Carlos Moyá 6-0 6-3                       | Félix Mantilla                  | Jiří Novák Àlex Corretja        | Galo Blanco Alberto Berasategui Hernán Gumy Emilio Sánchez   |
| 6 novembre  | ATP Buenos Aires 1995 Buenos Aires, Argentina 303 000 $ Terra rossa Singolare - Doppio      | Vince Spadea Christo van Rensburg 6-3 6-3 | Jiří Novák David Rikl           | Jiří Novák Àlex Corretja        | Galo Blanco Alberto Berasategui Hernán Gumy Emilio Sánchez   |
| 6 novembre  | Stockholm Open 1995 Stoccolma, Svezia 800 000 $ - Cemento (i) - 32S/16D Singolare - Doppio  | Thomas Enqvist 7-5 6-4                    | Arnaud Boetsch                  | David Prinosil Richey Reneberg  | Jim Courier Mikael Tillström Magnus Larsson Stefan Edberg    |
| 6 novembre  | Stockholm Open 1995 Stoccolma, Svezia 800 000 $ - Cemento (i) - 32S/16D Singolare - Doppio  | Jacco Eltingh Paul Haarhuis 3-6 6-2 7-6   | Grant Connell Patrick Galbraith | David Prinosil Richey Reneberg  | Jim Courier Mikael Tillström Magnus Larsson Stefan Edberg    |
| 6 novembre  | Kremlin Cup 1995 Mosca, Russia 1 125 000 $ - Sintetico (i) - 32S/16D Singolare - Doppio     | Carl-Uwe Steeb 7–6(5) 3-6 7–6(6)          | Daniel Vacek                    | Evgenij Kafel'nikov Marc Rosset | Byron Black Aleksandr Volkov Scott Draper Andrej Ol'chovskij |
| 6 novembre  | Kremlin Cup 1995 Mosca, Russia 1 125 000 $ - Sintetico (i) - 32S/16D Singolare - Doppio     | Byron Black Jared Palmer 6-4 3-6 6-3      | Tommy Ho Brett Steven           | Evgenij Kafel'nikov Marc Rosset | Byron Black Aleksandr Volkov Scott Draper Andrej Ol'chovskij |
| 13 novembre | ATP Tour World Championships 1995 Francoforte, Germania Sintetico indoor Singolare - Doppio | Boris Becker 7–6(3) 6-0 7–6(5)            | Michael Chang                   | Thomas Enqvist Pete Sampras     | Evgenij Kafel'nikov Wayne Ferreira Jim Courier Thomas Muster |

### Dicembre
| Settimana  | Torneo                                                                                       | Vincitore                       | Finalista   | Semifinalisti                    | Eliminati ai quarti                                     |
| ---------- | -------------------------------------------------------------------------------------------- | ------------------------------- | ----------- | -------------------------------- | ------------------------------------------------------- |
| 5 dicembre | Grand Slam Cup 1995 Monaco di Baviera, Germania Grand Slam Cup Sintetico (i) - 16S Singolare | Goran Ivanišević 7–6(4) 6-3 6-4 | Todd Martin | Boris Becker Evgenij Kafel'nikov | Andrij Medvedjev Byron Black Jacco Eltingh Pete Sampras |

## Debutti
- Mahesh Bhupathi
- Gustavo Kuerten
- Carlos Moyá
- Rainer Schüttler
- Nenad Zimonjić